# Missões diplomáticas de Burquina Fasso

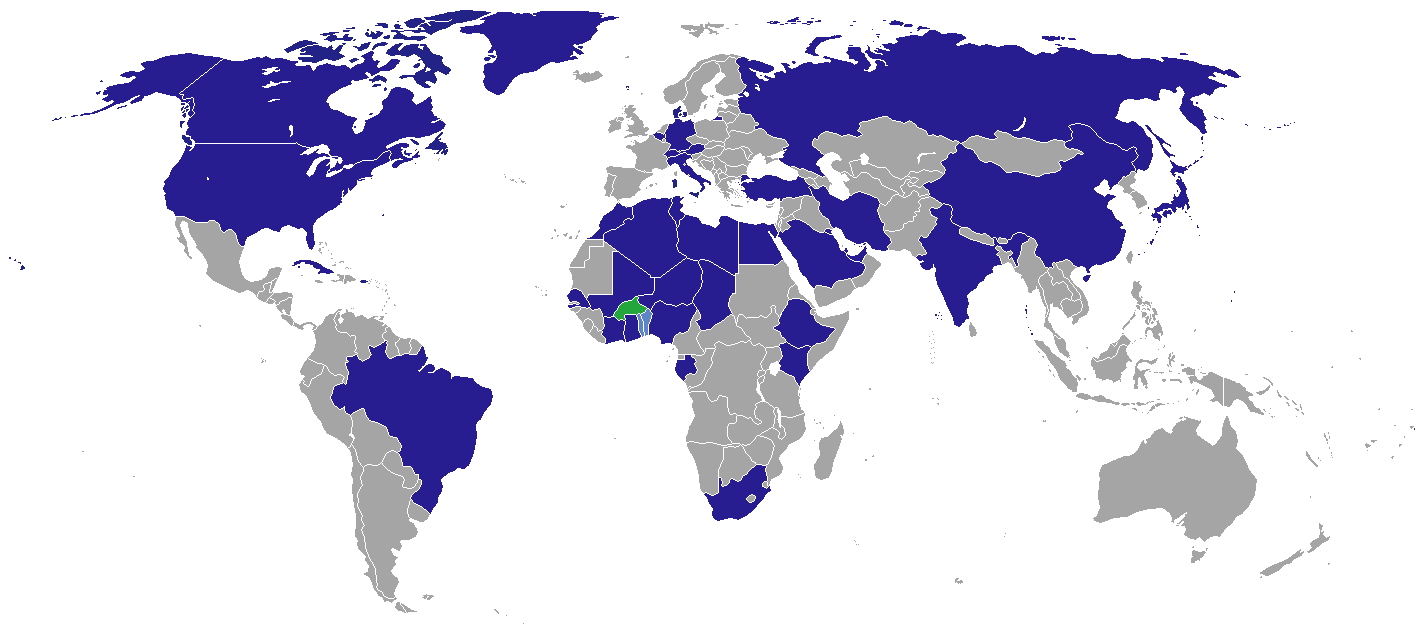
Missões diplomáticas de Burquina Fasso.

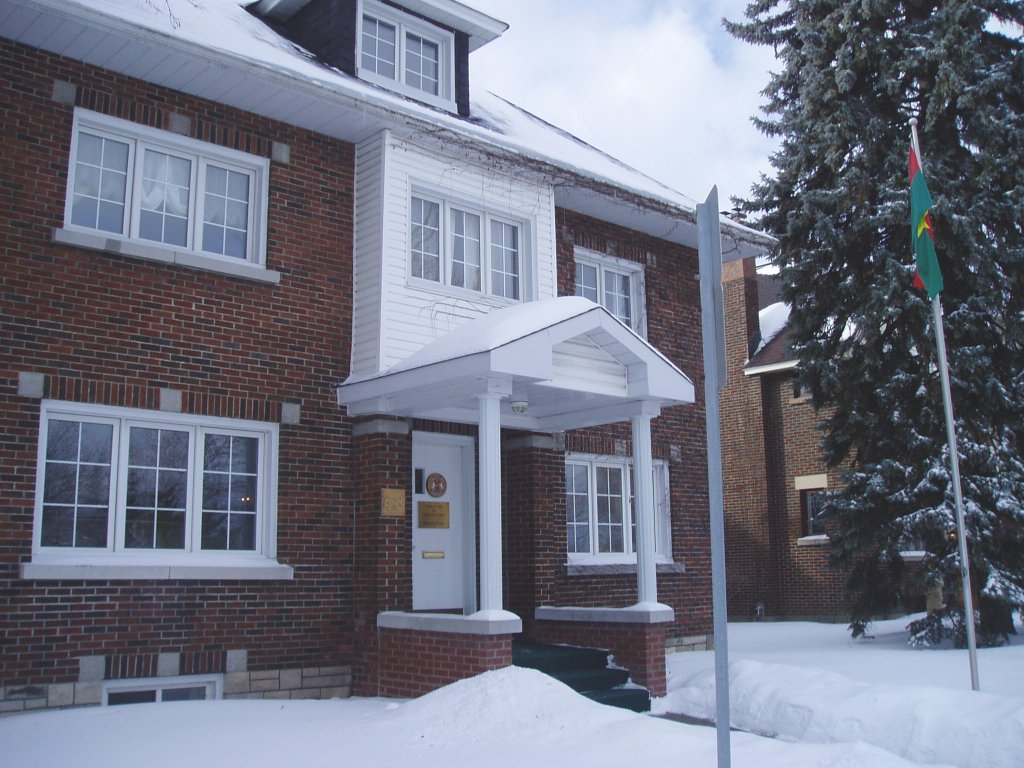
Embaixada de Burquina Fasso em Ottawa, Canadá.

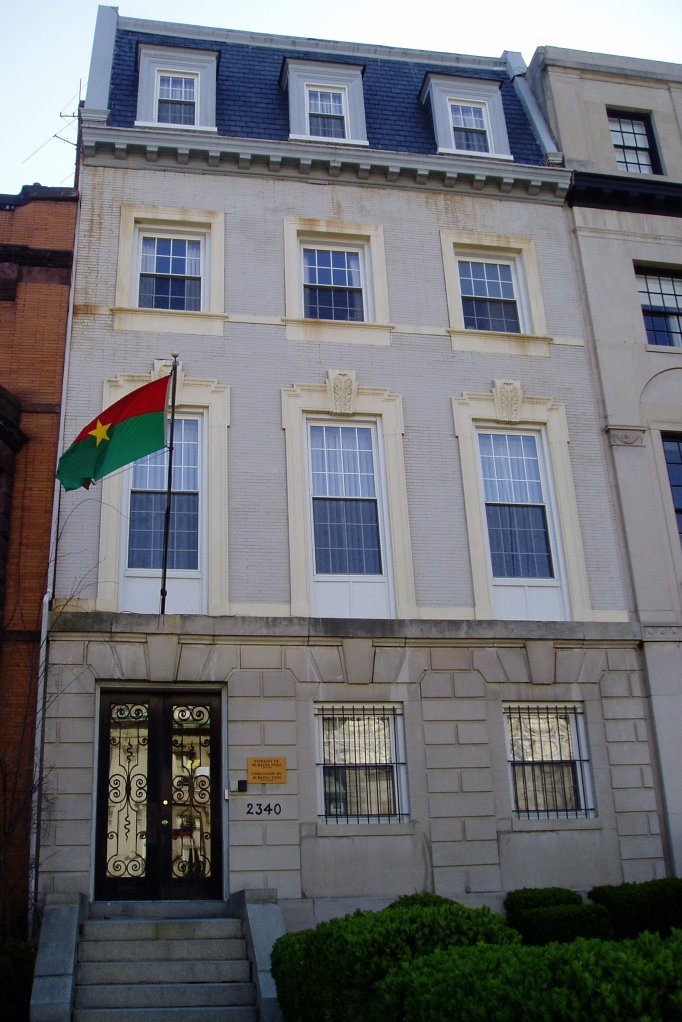
Embaixada de Burquina Fasso em Washington DC.

Abaixo estão listadas as embaixadas e consulados de Burquina Fasso:

## Europa
- Alemanha
  - Berlim (Embaixada)
- Áustria
  - Viena (Embaixada)
- Bélgica
  - Bruxelas (Embaixada)
- Dinamarca
  - Copenhague (Embaixada)
- França
  - Paris (Embaixada)
- Itália
  - Roma (Embaixada)
- Suíça 
  - Genebra (Embaixada)

## América
- Brasil
  - Brasília (Embaixada)
- Canadá
  - Ottawa (Embaixada)
- Cuba
  - Havana (Embaixada)
- Estados Unidos
  - Washington DC (Embaixada)

## África
- África do Sul
  - Pretória (Embaixada)
- Argélia
  - Argel (Embaixada)
- Costa do Marfim
  - Abidjã (Embaixada)
  - Bouaké (Consulado-geral)
- Gana
  - Acra (Embaixada)
  - Kumasi (Consulado-geral)
- Egito
  - Cairo (Embaixada)
- Etiópia
  - Adis-Abeba (Embaixada)
- Líbia
  - Trípoli (Embaixada)
- Mali
  - Bamaco (Embaixada)
- Marrocos
  - Rabat (Embaixada)
- Níger
  - Niamei (Consulado-geral)
- Nigéria
  - Abuja (Embaixada)
- Senegal
  - Dacar (Embaixada)
- Tunísia
  - Túnis (Embaixada)

## Ásia
- Arábia Saudita
  - Riade (Embaixada)
  - Gidá (Consulado-geral)
- Índia
  - Nova Déli (Embaixada)
- Japão
  - Tóquio (Embaixada)
- Taiwan
  - Taipé (Embaixada)

## Organizações multilaterais
- Adis-Abeba (Missão permanente de Burquina Fasso ante a União Africana)
- Genebra (Missão permanente de Burquina Fasso ante as Nações Unidas e outras organizações internacionais)
- Nova Iorque (Missão permanente de Burquina Fasso ante as Nações Unidas)